# توکا-بلدرچین رنگین
توکا-بلدرچین رنگین (نام علمی: Cinclosoma ajax) گونه‌ای از پرندگان تیرهٔ Cinclosomatidae است که در گینه نو یافت می‌شود. زیستگاه طبیعی آن جنگل‌های جلگه‌ای نمناک نیمه‌گرمسیری یا گرمسیری است.